# John Gardner (philosophe)
Pour les articles homonymes, voir John Gardner et Gardner.
John Gardner (23 mars 1965 - 11 juillet 2019) est un philosophe juridique britannique. Il est chercheur principal au All Souls College de l'université d'Oxford et, auparavant, professeur de jurisprudence à l'université d'Oxford et membre du University College d'Oxford.

## Biographie
John Blair Gardner est né à Glasgow le 23 mars 1965, l'aîné de deux fils, de William Russell Williamson Gardner et Sylvia Hayward-Jones,. Ses parents sont tous deux germanistes. Sa mère est enseignante du secondaire et son père est maître de conférences à l'université de Glasgow et président de l'Institut Goethe de la ville.
John Gardner fréquente l'Académie de Glasgow de 1970 à 1982,. Il obtient en 1982 une place pour étudier les langues modernes au New College, mais passe au droit avant le début de son premier trimestre (en 1983),.
À l'université d'Oxford, Gardner obtient son BA, BCL (remportant la bourse Vinerian), MA et DPhil, sous la direction de Joseph Raz et Tony Honoré (en). Il est associé au New College (en tant qu'étudiant, 1983–87), au All Souls College (en tant que fellow, 1986–1991, 1998–2000 et 2016–2019) et au Brasenose College (en tant que fellow, 1991–1996). De 1996 à 2000, il est lecteur en philosophie juridique au King's College de Londres.
En 2000, à seulement 35 ans, il est nommé professeur de jurisprudence à Oxford, prenant la relève de la chaire précédemment occupée par Herbert Hart et Ronald Dworkin,. Afin de consacrer plus de temps à ses recherches, il démissionne de la chaire en 2016 et retourne à All Souls en tant que chercheur principal.
Gardner est décédé d'un cancer en juillet 2019, à l'âge de 54 ans,.
Gardner occupe plusieurs postes de professeur invité, notamment à Columbia (2000), Yale (2002–3, 2005), Princeton (2008), l'université nationale australienne (2003, 2006, 2008) et Cornell (2015),. Avocat (non pratiquant) depuis 1988, Gardner est élu conseiller (académique ou honoraire) de l'Honorable Society of the Inner Temple (l'une des Inns of Court) en 2003. Il est élu membre de la British Academy en 2013,.